# Gibbston
Le village de Gibbston est une localité dans la vallée de Gibbston, qui constitue une partie du bassin de Wakatipu (en) dans la région d’Otago dans l’Île du Sud de la Nouvelle-Zélande.

## Situation
Gibbston est souvent appelé de façon incorrecte Gibbston Valley ou Gibbston Flats du fait des quelques terrains plats utilisables situés dans les gorges de Kawarau Gorge. À travers cette vallée s’écoule la rivière Kawarau, qui a creusé les gorges de Kawarau (en).

## Caractéristiques
L’aspect le plus visible de cette région sont les vignobles et les installations de vinification proches de la route StateHighway 6 /SH6, qui forment une partie de la région vinicole de Central Otago.
La vallée de Gibbston est la plus froide et la plus haute de la région de Central Otago avec des terres, qui sont légèrement inclinées vers le nord.
Cet aspect face au nord favorise grandement les vignobles et la croissance des grappes, parce qu’il augmente l’ensoleillement et réduit la survenue des gelées, bien que celles-ci posent toujours des problèmes significatifs.

## Gouvernance
La vallée de Gibbston fut érigée en “communauté” en 2011 du fait des travaux de la Chemin de la rivière Gibbston (en).
Le Gibbston River Trail et le Gibbston Highway Trail sont des chemins de randonnées permettant la marche, la course et le cyclisme et qui donnent un bon accès aux caves vinicoles de la région.
Ils sont reliés au chemin de randonnée de Queenstown (en) au niveau du pont suspendu de gorge de Kawarau (en).

## Vignobles et caves de la région
- Brennan Wines
- Chard Farm
- Coal Pit Wines
- Gibbston Highgate Estate
- Gibbston Valley Wines
- Hawkshead
- Mt Edward
- Mt Rosa
- Nevis Bluff
- Peregrine Wines
- Valli Vineyards
- Waitiri Creek Wines

Les variétés de raisins, qui poussent dans la région comprennent les:Chardonnay, pinot gris, riesling, sauvignon blanc aussi bien que les pinot noirs qui ont beaucoup de succès.
Moins connus (et pourtant en plus petite quantité) sont les variétés de gamay, gewürztraminer, pinot blanc et pinot meunier.